# .et
.et je internetová národní doména nejvyššího řádu pro Etiopii.